# هری لاروا
هری لاروا (فنلاندی: Harri Larva؛ ۹ سپتامبر ۱۹۰۶ – ۱۵ نوامبر ۱۹۸۰) دونده اهل فنلاند بود.
وی در مسابقات کشوری و بین‌المللی در مجموع برندهٔ ۱ مدال طلا شده‌است.